# ئز
ئِز (به فرانسوی: Èze تلفظ فرانسوی: [ɛ:z] ; اکسیتان: Esa ; ایتالیایی: Eza) یک کمون ساحلی در بخش آلپ-ماریتیم در منطقه پروانس-آلپ-کوت دازور در جنوب شرقی فرانسه است.
ئز ۹٫۴۷ کیلومتر مربع مساحت دارد. این شهر در ریویرا فرانسه، ۸٫۵ کیلومتر (۵٫۲ مایل) در شمال شرقی نیس و ۴٫۵ کیلومتری (۲٫۷ مایل) غرب موناکو واقع شده‌است.

## جمعیت
در سال ۲۰۱۸، ئز دارای ۲۲۲۵ نفر جمعیت بوده‌است.